# Overlock

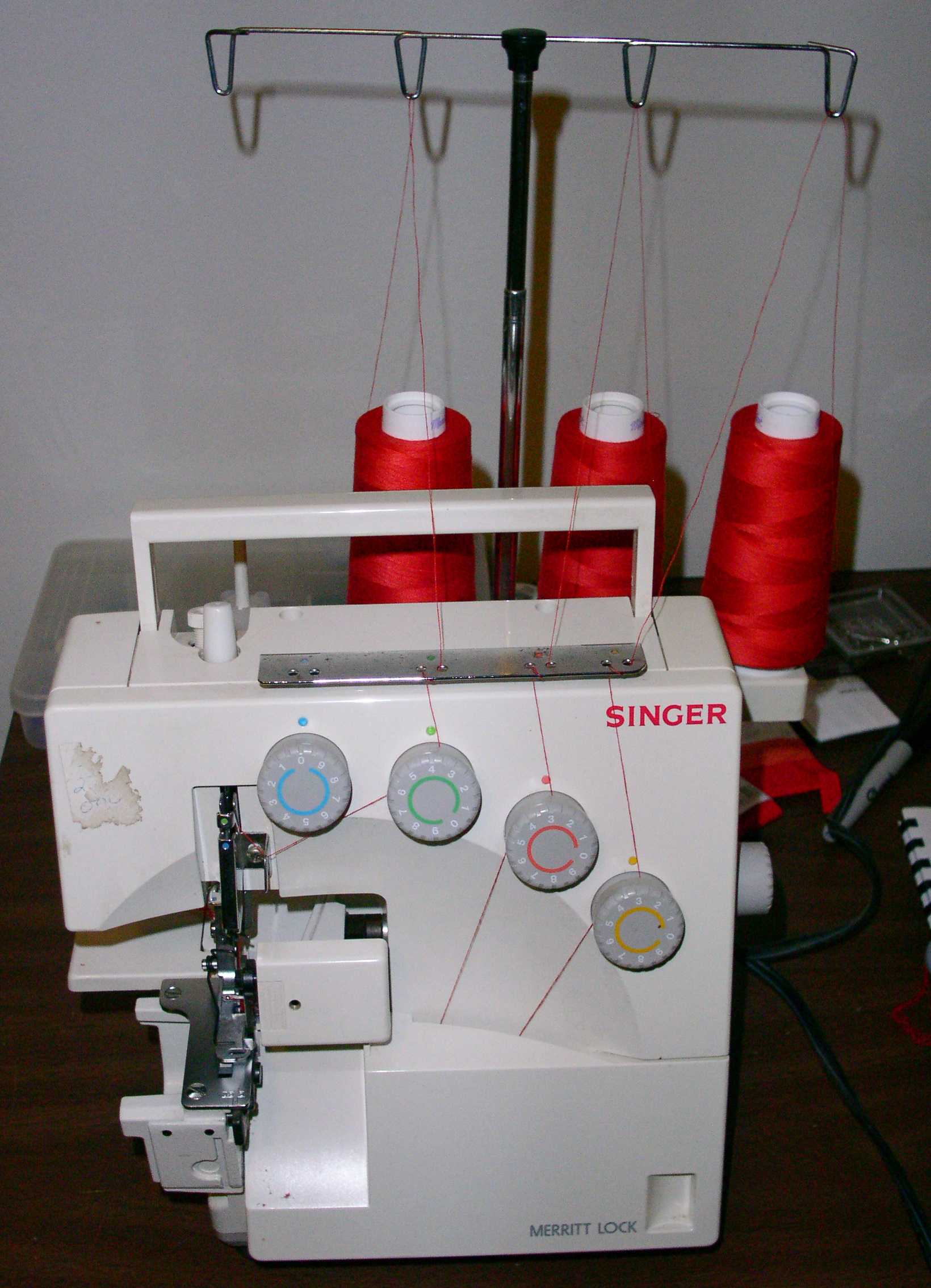
Màquina overloc de Singer.

El terme overlock designa un tipus de costura que es realitza sobre la vora d'una o dues peces de tela per a definir la vora, per a encapsular-la, o bé per a unir ambdues peces. En general una màquina de cosir overlock talla les vores de la tela alhora que li són inserides (aquestes màquines són denominades ‘sergers' als Estats Units), existeixen algunes màquines que no posseeixen talladores. Les talladores automatitzades permeten a les màquines overlock crear terminacions de vores d'una forma fàcil i ràpida. Una màquina de cosir overlock es diferencia d'una màquina de cosir puntada decadena o tradicional en què utilitza fils alimentats des de diversos cons en comptes d'una única bobina. Els fils permeten crear llaços de fil que passen des de l'agulla fins a les vores de la tela de forma tal que dites vores quedin encapsulades per la costura.
Les màquines overlock en general funcionen a altes velocitats, típicament 1000 a 9000 rpm, i la majoria són utilitzades en la indústria per tractar vores de teles, i cosir diverses teles i productes. Les costures overlock són extremadament versàtils, i es poden utilitzar per a decoració, com a reforç o formant part de l'estructura de la peça de tela.
A Espanya i al Perú aquestes màquines són denominades remalladores.

## Exemples de costures overlock

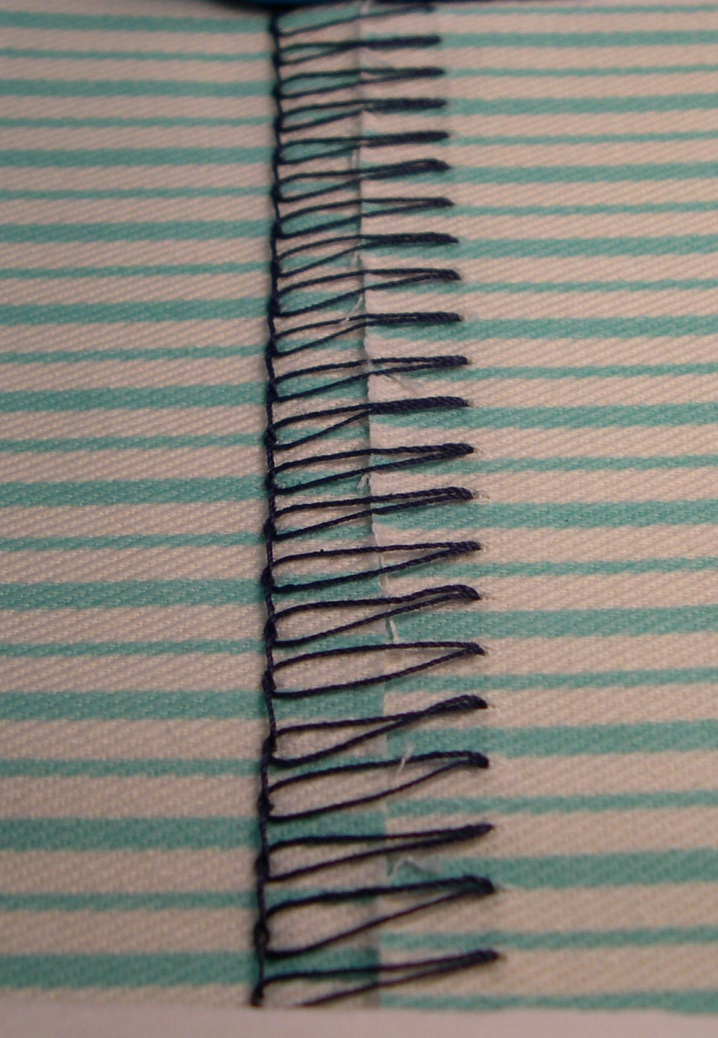
1-fil, 5/8” ample, +6+989 puntadas per polzada
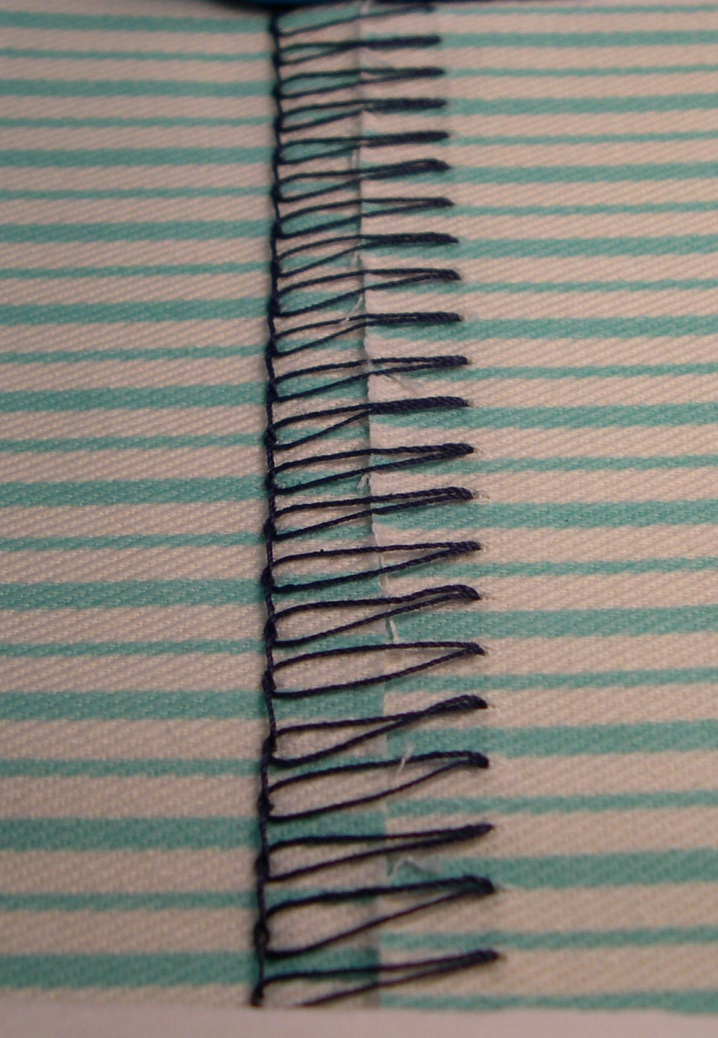
2-fils, 1/8” ample, 20 puntadas per polzada, amb alimentació diferencial
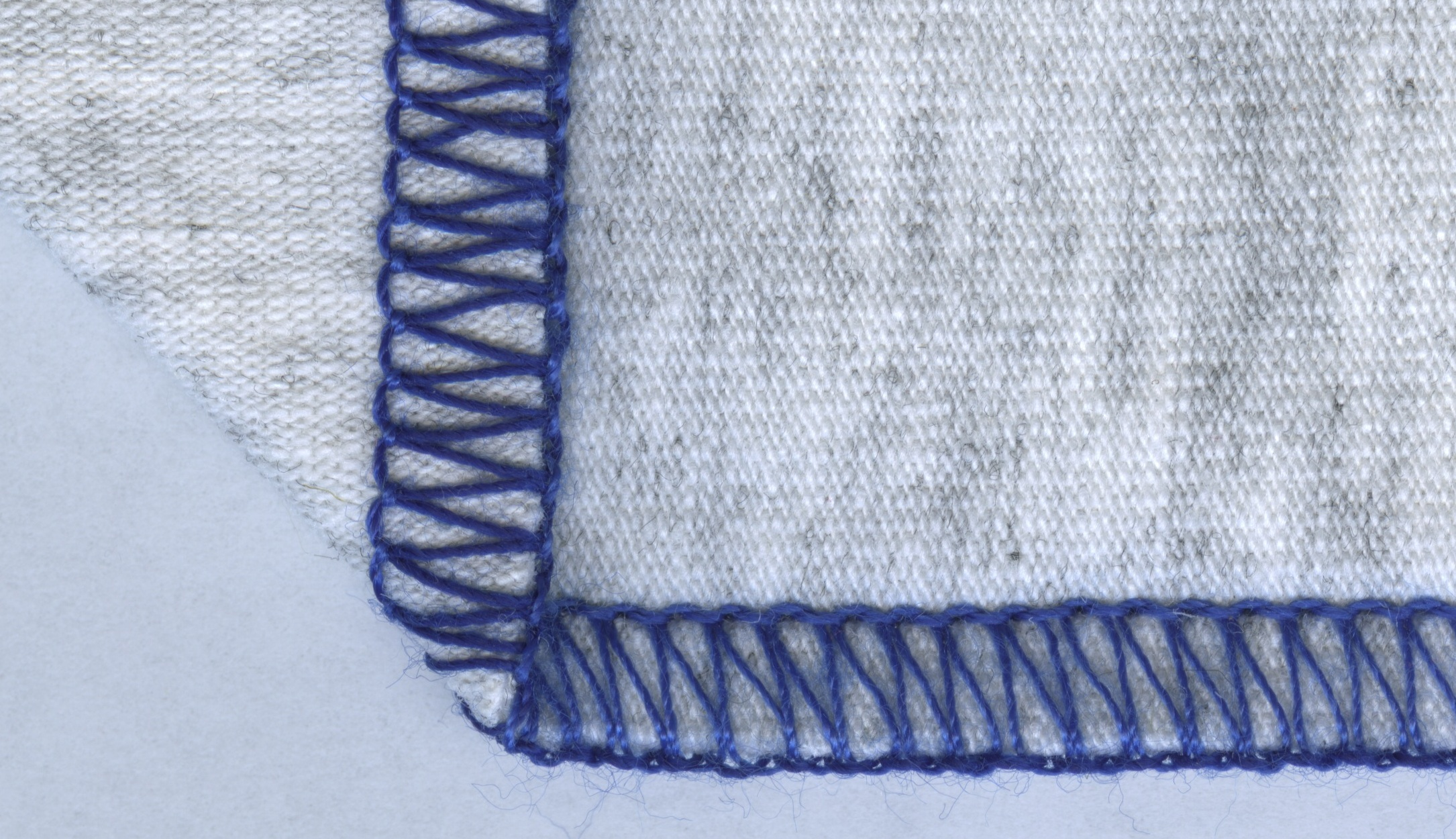
3-fils, 5/32” ample, 55 puntadas per polzada
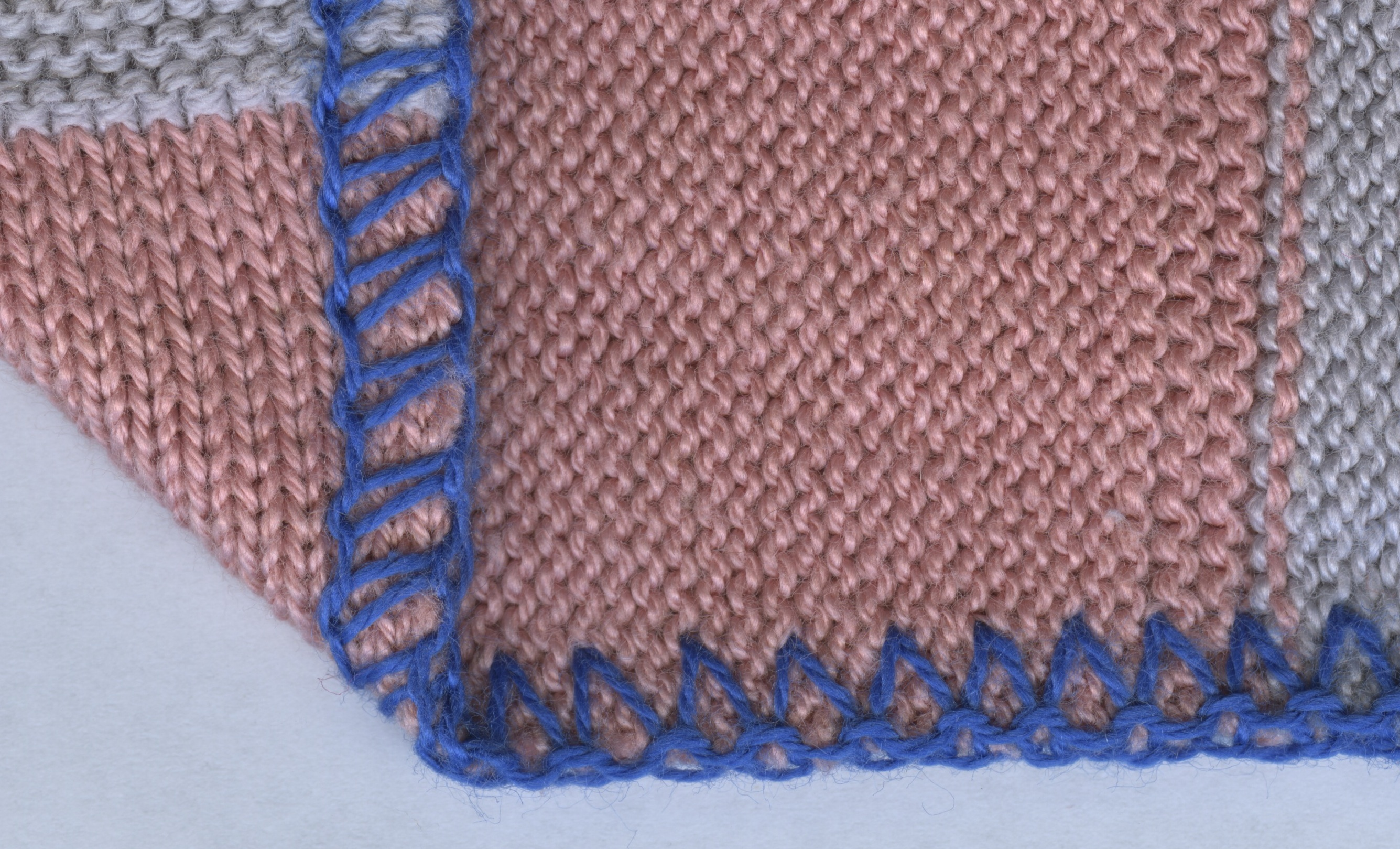
3-fils, ¼” ample, 7 puntadas per polzada